# Giro d'Itàlia de 1933
El Giro d'Itàlia de 1933 fou la vint-i-unena edició del Giro d'Itàlia i es disputà entre el 6 i el 28 de maig de 1933, amb un recorregut de 3.343 km distribuïts en 17 etapes. 97 ciclistes hi van prendre part, acabant-la 51 d'ells. La sortida i arribada es feu a Milà.

## Història
El Giro de 1933 va veure diverses novetats respecte edicions precedents: per primera vegada s'institueix el Gran Premi de la Muntanya, però no el mallot distintiu de color verd que actualment identifica el líder, ja que no serà fins al 1977 quan això passi. També s'introdueix la "maglia bianca" per identificar el primer classificat dels "independents" i es fa la primera contrarellotge individual entre Bolonya i Ferrara de 62 km. Els premis pugen a un total de 296.000 lires i per primera vegada apareix la caravana publicitària.
La cursa fou dominada per Alfredo Binda, vencedor de sis etapes, que d'aquesta manera s'adjudicava el seu cinquè i darrer Giro d'Itàlia. Aquesta fita fou igualada el 1953 per Fausto Coppi.
Isidre Figueras fou el primer ciclista català en finalitzar la cursa, en fer-ho en 39a posició, a quasi hora i mitja del vencedor.

## Classificacions finals

### Classificació general
| Classificació General                 | Classificació General     | Classificació General | Classificació General |
| Pos.                                  | Ciclista                  | Equip                 | Temps                 |
| ------------------------------------- | ------------------------- | --------------------- | --------------------- |
| 1                                     | Alfredo Binda (ITA)       | Legnano               | 111h 42' 41"          |
| 2                                     | Jef Demuysere (BEL)       | Ganna                 | + 12' 34"             |
| 3                                     | Domenico Piemontesi (ITA) | Gloria                | + 16' 31"             |
| 4                                     | Alfredo Bovet (ITA)       | Bianchi               | + 19' 47"             |
| 5                                     | Allegro Grandi (ITA)      | Dei                   | + 21' 33"             |
| 6                                     | Carlo Moretti (ITA)       | Dei                   | + 26' 16"             |
| 7                                     | Ludwig Geyer (ALE)        | Legnano               | + 27' 17"             |
| 8                                     | Kurt Stöpel (ALE)         | Legnano               | + 28' 22"             |
| 9                                     | Felice Gremo (ITA)        | Dei                   | + 30' 28"             |
| 10                                    | Camillo Erba (ITA)        | Individual            | + 30' 30"             |
| 97 participants, 51 acabaren la cursa |                           |                       |                       |

### Classificació de la muntanya
|   | Ciclista            | Equip   | Punts |
| - | ------------------- | ------- | ----- |
| 1 | Alfredo Binda (ITA) | Legnano | --    |
| 2 | Alfredo Bovet (ITA) | Bianchi | --    |
| 3 | Remo Bertoni (ITA)  | Bianchi | --    |

## Etapes
| Etapa | Data       | Recorregut                   | Km  | Vencedor d'etapa     | Líder de la general |
| ----- | ---------- | ---------------------------- | --- | -------------------- | ------------------- |
| 1a    | 6 de maig  | Milà – Torí                  | 169 | Learco Guerra (ITA)  | Learco Guerra (ITA) |
| 2a    | 7 de maig  | Torí - Gènova                | 216 | Alfredo Binda (ITA)  | Alfredo Binda (ITA) |
| 3a    | 8 de maig  | Gènova - Pisa                | 191 | Learco Guerra (ITA)  | Alfredo Binda (ITA) |
| 4a    | 10 de maig | Pisa - Florència             | 184 | Giuseppe Olmo (ITA)  | Alfredo Binda (ITA) |
| 5a    | 11 de maig | Florència - Grosseto         | 193 | Learco Guerra (ITA)  | Jef Demuysere (BEL) |
| 6a    | 12 de maig | Grosseto - Roma              | 212 | Mario Cipriani (ITA) | Jef Demuysere (BEL) |
| 7a    | 14 de maig | Roma - Nàpols                | 228 | Gerard Loncke (BEL)  | Jef Demuysere (BEL) |
| 8a    | 15 de maig | Nàpols - Foggia              | 195 | Alfredo Binda (ITA)  | Alfredo Binda (ITA) |
| 9a    | 17 de maig | Foggia - Chieti              | 248 | Alfredo Binda (ITA)  | Alfredo Binda (ITA) |
| 10a   | 18 de maig | Chieti - Ascoli Piceno       | 158 | Alfredo Binda (ITA)  | Alfredo Binda (ITA) |
| 11a   | 20 de maig | Ascoli Piceno - Riccione     | 208 | Fernand Cornez (FRA) | Alfredo Binda (ITA) |
| 12a   | 21 de maig | Riccione - Bolonya           | 189 | Giuseppe Olmo (ITA)  | Alfredo Binda (ITA) |
| 13a   | 22 de maig | Bolonya - Ferrara (CRI)      | 62  | Alfredo Binda (ITA)  | Alfredo Binda (ITA) |
| 14a   | 24 de maig | Ferrara - Udine              | 242 | Ettore Meini (ITA)   | Alfredo Binda (ITA) |
| 15a   | 25 de maig | Udine - Bassano del Grappa   | 213 | Ettore Meini (ITA)   | Alfredo Binda (ITA) |
| 16a   | 26 de maig | Bassano del Grappa - Bolzano | 148 | Gerard Loncke (BEL)  | Alfredo Binda (ITA) |
| 17a   | 28 de maig | Bolzano - Milà               | 284 | Alfredo Binda (ITA)  | Alfredo Binda (ITA) |